# Masaru Uchiyama
Masaru Uchiyama (内山 勝, Uchiyama Masaru) est un footballeur japonais né le 14 avril 1957 dans la préfecture de Shizuoka au Japon.